# Las Tres Palmas
Las Tres Palmas är en ort i Mexiko.   Den ligger i kommunen San Pedro Mixtepec -Dto. 22 - och delstaten Oaxaca, i den sydöstra delen av landet, 400 km sydost om huvudstaden Mexico City. Las Tres Palmas ligger 15 meter över havet och antalet invånare är 257.
Terrängen runt Las Tres Palmas är platt söderut, men åt nordost är den kuperad. Havet är nära Las Tres Palmas åt sydväst. Runt Las Tres Palmas är det glesbefolkat, med 9 invånare per kvadratkilometer. Närmaste större samhälle är Puerto Escondido, 7,3 km sydost om Las Tres Palmas. Omgivningarna runt Las Tres Palmas är en mosaik av jordbruksmark och naturlig växtlighet.